# Capolat
Capolat es un municipio y localidad española de la provincia de Barcelona, en la comunidad autónoma de Cataluña. El término municipal, ubicado en la comarca del Bergadá, tiene una población 92 habitantes (INE 2024).

## Historia
Hacia mediados del siglo XIX, el lugar, ya por entonces con ayuntamiento propio, tenía contabilizada una población de 130 habitantes. Aparece descrito en el quinto volumen del Diccionario geográfico-estadístico-histórico de España y sus posesiones de Ultramar de Pascual Madoz con las siguientes palabras:

CAPOLAT: l. con ayunt. en la prov., aud. terr., c. g. de Barcelona (18 leg.), part. jud. de Berga (4), dióc. de Solsona: sit. sobre elevadas montañas que le rodean por todas partes; con buena ventilacion y clima frio, pero sano. Consta de 18 casas diseminadas, y algunas barracas; una igl. parr. (San Martin Obispo), de la que son anejas las de San Andres de Tona y San Quintin de Trevil, servida por un cura de segundo ascenso, y un vicario; tiene un cementerio, y hácia el N. sobre uu elevado peñasco, se ve un santuario dedicado á la Virgen dels Tosals, y otras tres ermitas de particulares. El térm. confina con Llinás, Cint, Coforp y el r. Aiguadora, que corta la montaña del O. llamada de Trevil, y es una continuacion de las de Busa: en él se encuentran varias fuentes de buenas aguas para el surtido del vecindario. El terreno aunque montañoso en general, comprende algunos llanos y cañadas en que se crian escelentes pastos: se cultivan 600 jornales de tierra que pueden clasificarse 1/6 parte de primera calidad, dos de segunda y 3 de tercera; le fertilizan 2 arroyos de escaso caudal, que corren de N. á S. dando impulso á las ruedas de dos molinos harineros. Los caminos son locales y de herradura. prod.: trigo, legumbres y patatas; cria ganado lanar, vacuno y de cerda, y caza de varias especies. pobl.: 25 vec. de catastro, 130 alm. cap. prod.: 1 718,400. imp.: 42,960.
(Madoz, 1846, p. 505)

## Demografía
Capolat cuenta con una población de 92 habitantes (INE 2024).
| Gráfica de evolución demográfica de Capolat entre 1842 y 2021                                                         |
| |
| Población de derecho según los censos de población del INE. Población de hecho según los censos de población del INE. |

## Economía
Agricultura de secano y ganadería.

## Lugares de interés
- Iglesia de San Salvador de Capolat, de estilo románico.
- Iglesia de San Andrés de la Serreta, de estilo románico.
- Iglesia de San Saturnino de la Torre, de estilo románico.